# Randy Bachman
Randolph Charles Bachman, detto Randy (Winnipeg, 27 settembre 1943), è un cantautore, chitarrista e armonicista canadese.

## Carriera
È conosciuto come membro fondatore del gruppo rock The Guess Who negli anni '60-'70 e come componente del gruppo Bachman-Turner Overdrive.
Con Chad Allan fa anche parte dei Brave Belt. Ha pubblicato diversi album da solista e lavora anche nella radio CBC Radio One.

## Discografia solista

### Album in studio
- 1970 Axe
- 1978 Survivor
- 1992 Any Road
- 1996 Merge
- 2001 Every Song Tells A Story
- 2004 Jazz Thing
- 2007 Jazz Thing II
- 2009 Takin' Care Of Christmas - raccolta natalizia

### Raccolte
- 2006 Bachman-Cummings Songbook'
- 2006 The Thunderbird Trax

### Live
- 1993 Bob's Garage
- 1998 Songbook